# Anton Dreher junior
Anton Dreher mladší (německy Carl Anton Maria Dreher junior) (21. března 1849 Schwechat – 6. srpna 1921 Altkettenhof) byl rakousko-uherský podnikatel v pivovarnictví. Ze čtyř pivovarů zděděných po otci vybudoval ve druhé polovině 19. století největší pivovarnické impérium v Rakousku-Uhersku, exportem se prosadil v Evropě i v zámoří. Před první světovou válkou byl výstav jeho podniků přes milion hektolitrů ročně a patřil k největším producentům piva na světě. Za své výrobky získal ocenění na čtyřech Světových výstavách, byl nositelem několika vysokých státních vyznamenání a v roce 1902 byl jmenován členem Panské sněmovny. V návaznosti na výrobu piva podnikal i v dalších odvětvích a díky vysokým ziskům se stal majitelem rozsáhlých velkostatků na Moravě, Čechách, Uhrách a Dolním Rakousku.

## Biografie
Pocházel z bohaté podnikatelské rodiny, byl jediným synem zakladatele pivovarnického impéria Antona Drehera staršího (1810–1864). Na převzetí rodinných podniků byl svým otcem pečlivě připravován, dědicem se stal jako nezletilý v roce 1864. Správu majetku vedli dva správci, Antonův strýc August Deigelmayer a vlivný právník a vídeňský starosta Cajetan Felder. Anton Dreher mezitím studoval na gymnáziu ve Vídni, v letech 1865–1867 si doplnil vzdělání na chemicko-technickém lyceu v Curychu, kde zároveň studoval přírodní vědy na univerzitě. Poté absolvoval studijní cestu po několika evropských zemích (Švýcarsko, Německo, Francie, Nizozemí, Velká Británie).

### Pivovary

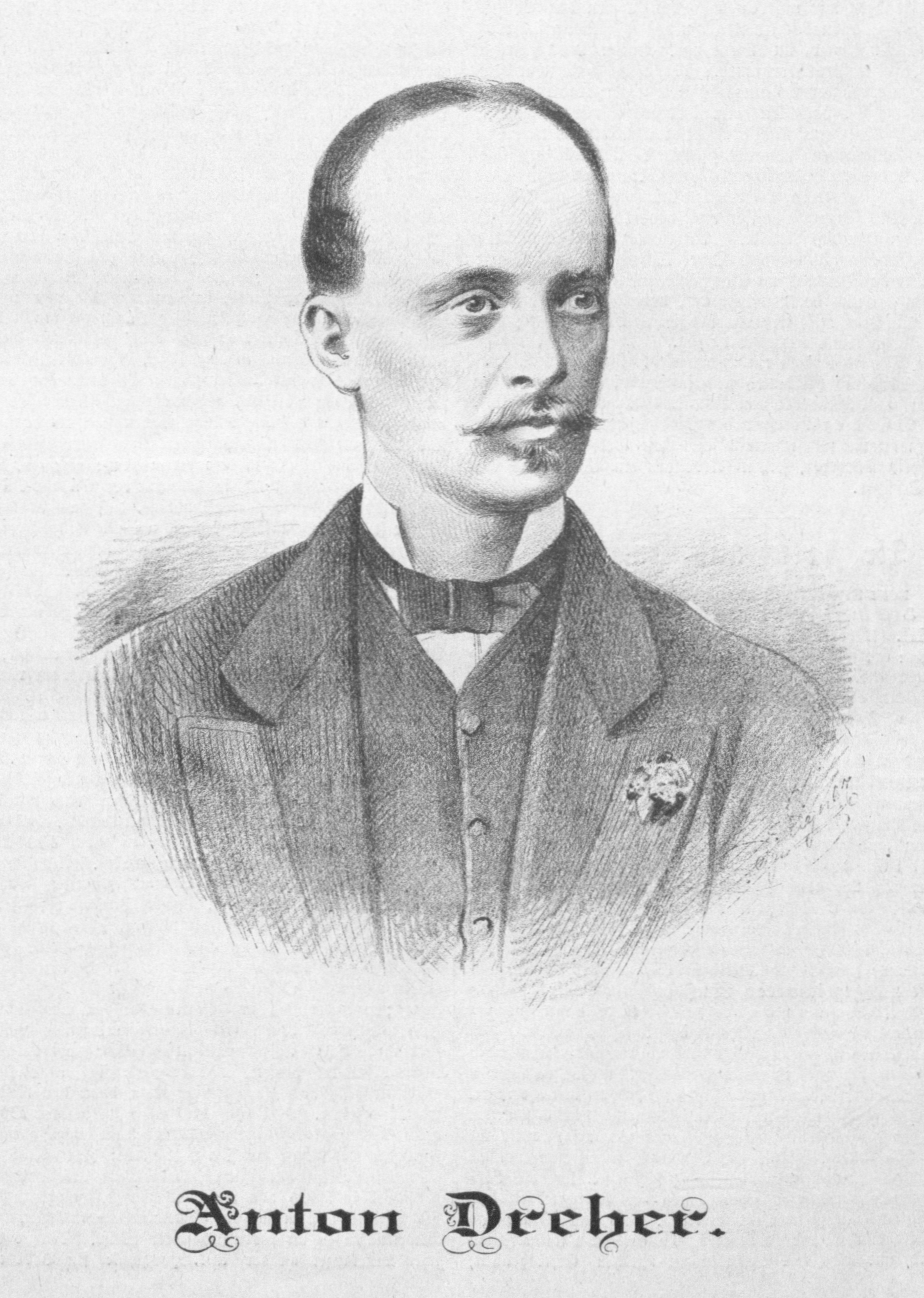
Anton Dreher mladší (1888)

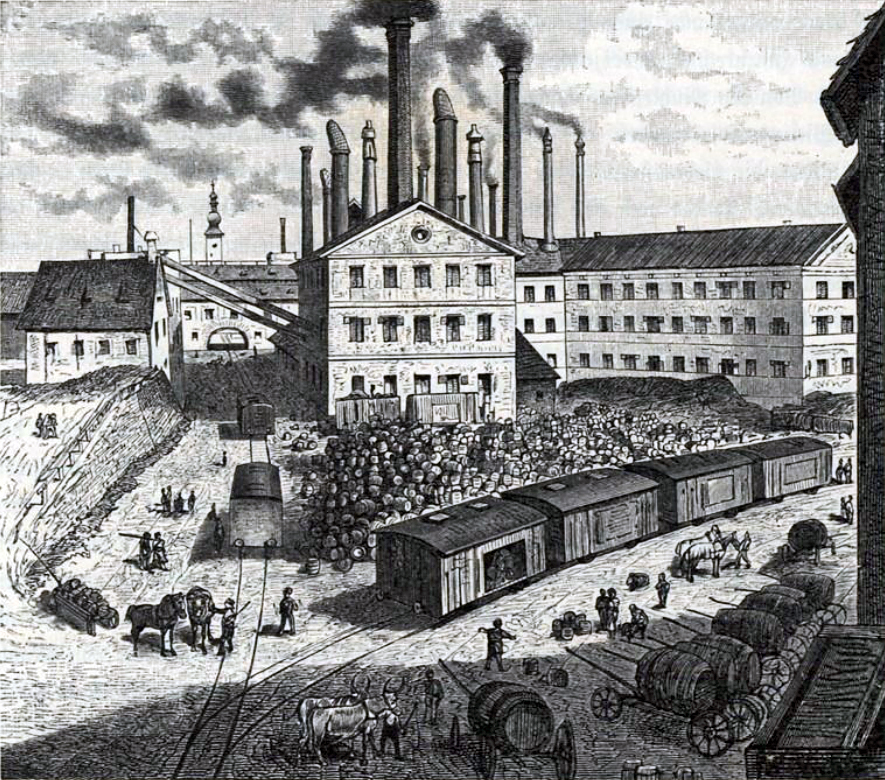
Pivovar ve Schwechatu (1889)

Správu rodového majetku převzal po dosažení plnoletosti přesně v den svých 21. narozenin v roce 1870. Patřily mu tehdy čtyři pivovary, ve Schwechatu, Köbányi (dnes městská část Budapešti), Terstu a Měcholupech. Jejich roční produkce činila přibližně 340 000 hl piva, úspěšným exportním artiklem byl tzv. vídeňský ležák, který jako první uvařil Anton Dreher starší v roce 1840. K rozšíření ležáku ve světě přispěla expedice arcivévody Maxmiliána do Mexika a následně se začal vyvážet i do severní Ameriky.
Krátce po převzetí majetku přistoupil Anton Dreher k modernizaci pivovarů. Přispěla k tomu teplá zima v letech 1872–1873, kdy musel do pivovaru v Terstu dopravit po železnici z Haliče 100 000 tun ledu. To jej přimělo hledat nové způsoby chlazení a první chladící zařízení bylo instalováno právě v Terstu v roce 1877 (zkonstruoval jej Carl Linde). Rozšižoval a modernizoval také provoz ve Schwechatu a v roce 1897 Dreherovy pivovary produkovaly již 740 000 hl piva ročně. K úspěchu jeho podnikání patřilo cílevědomé budování rozsáhlé sítě stálých zákazníků z řad majitelů hostinců, které si k sobě vázal poskytováním drobných úvěrů.
V Čechách patřil k významným provozům pivovar v Měcholupech, který založil již Anton Dreher starší. Pivo značky Michelob (= Měcholupy) mělo uplatnění především v Čechách, ale i v zahraničí. V severních Čechách vstoupil Anton Dreher do pivovarnictví také v Žatci, kde jako spolupodílník vybudoval v roce 1898 nový pivovar (Dreherův pivovar). Na Žatecku skupoval také pozemky pro výsadbu nových chmelnic. Když v roce 1882 koupil velkostatky na Moravě, nechal výrazně přestavět pivovar v Dalešicích, zatímco další pivovary v Hrotovicích a Myslibořicích zrušil.
V roce 1905 byla založena akciová společnost Anton Drehers Brauereien Aktiengesellschaft a v letech 1905–1910 došlo k výstavbě nového komplexu budov v Köbányi. Nakonec v roce 1913 byla provedena fúze s majiteli konkurenčních pivovarů z rodin Mautner-Markhof a Meichl a vznikla společnost Vereinigte Brauereien Schwechat, St. Marx, Simmering – Dreher, Mautner, Meichl AG. Před první světovou válkou dosáhly Dreherovy pivovary ročního výstavu 1 276 751 hektolitrů piva a patřily tak k největším producentům piva na světě. Za první světové války došlo k výraznému omezení výroby, protože polovina zaměstnanců byla povolána na frontu, kvůli nedostatku surovin se snížila i kvalita. Po válce došlo k obnovení výroby ve větším rozsahu, v té době se ale Dreherové potýkali s dalšími problémy, protože po rozpadu Rakouska-Uherska se jejich majetky ocitly na území několika nástupnických států.

### Velkostatky

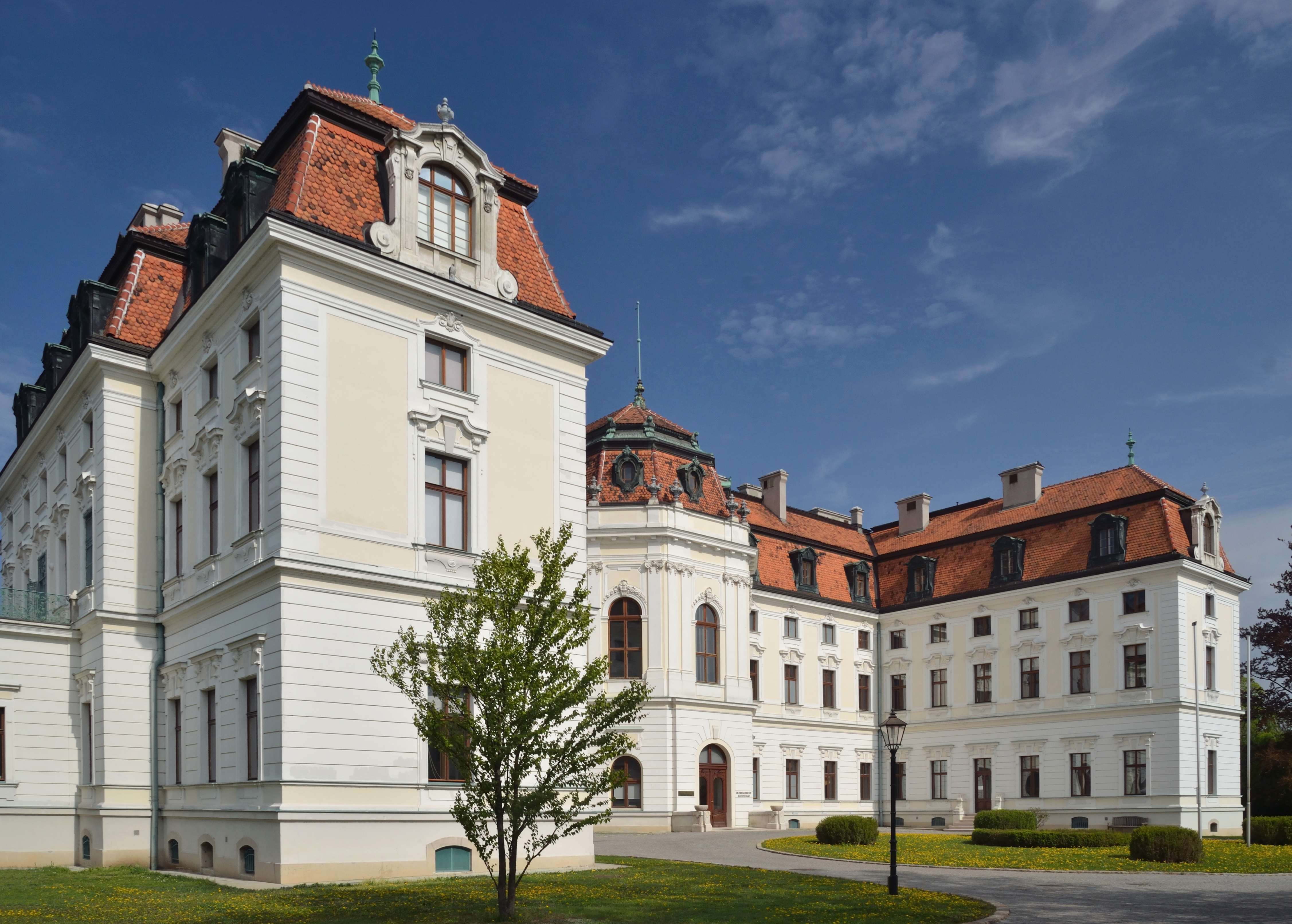
Zámek Altkettenhof (Dolní Rakousko)

Kromě pivovarů a dalších průmyslových provozů byl Anton Dreher také majitelem několika velkostatků na Moravě, v Čechách, Rakousku a Uhrách. Po otci zdědil velkostatek Měcholupy v severních Čechách o rozloze 2.398 hektarů půdy. K velkostatku patřil zámek a několik průmyslových provozů včetně zmíněného pivovaru. Měcholupský zámek byl koncem 19. století přestavěn a zvýšen o jedno patro, sloužil ale jen potřebám správy velkostatku a jako skladové prostory. V roce 1872 přikoupil Dreher sousední statek Libořice, kde se pěstoval chmel, a v roce 1895 získal od žateckého advokáta a okresního starosty Hanse Damma nedaleký velkostatek Líčkov se zámkem a pozemky o rozloze 627 hektarů. Mezitím realizoval další akvizice v nákupu pozemků na Moravě. V roce 1882 koupil od Ifigenie de Castries, dědičky bohatého bankéře Georga Siny, spojené velkostatky Hrotovice, Myslibořice a Dalešice za 2 400 000 zlatých. Zatímco zámek v Hrotovicích se stal sídlem správy velkostatků, pro příležitostné pobyty Dreherovy rodiny sloužil zámek Myslibořice, kde byla mimo jiné umístěná hodnotná umělecká sbírka obrazů shromážděná předchozími majiteli. K velkostatku patřilo 7.862 hektarů půdy a řada průmyslových podniků.

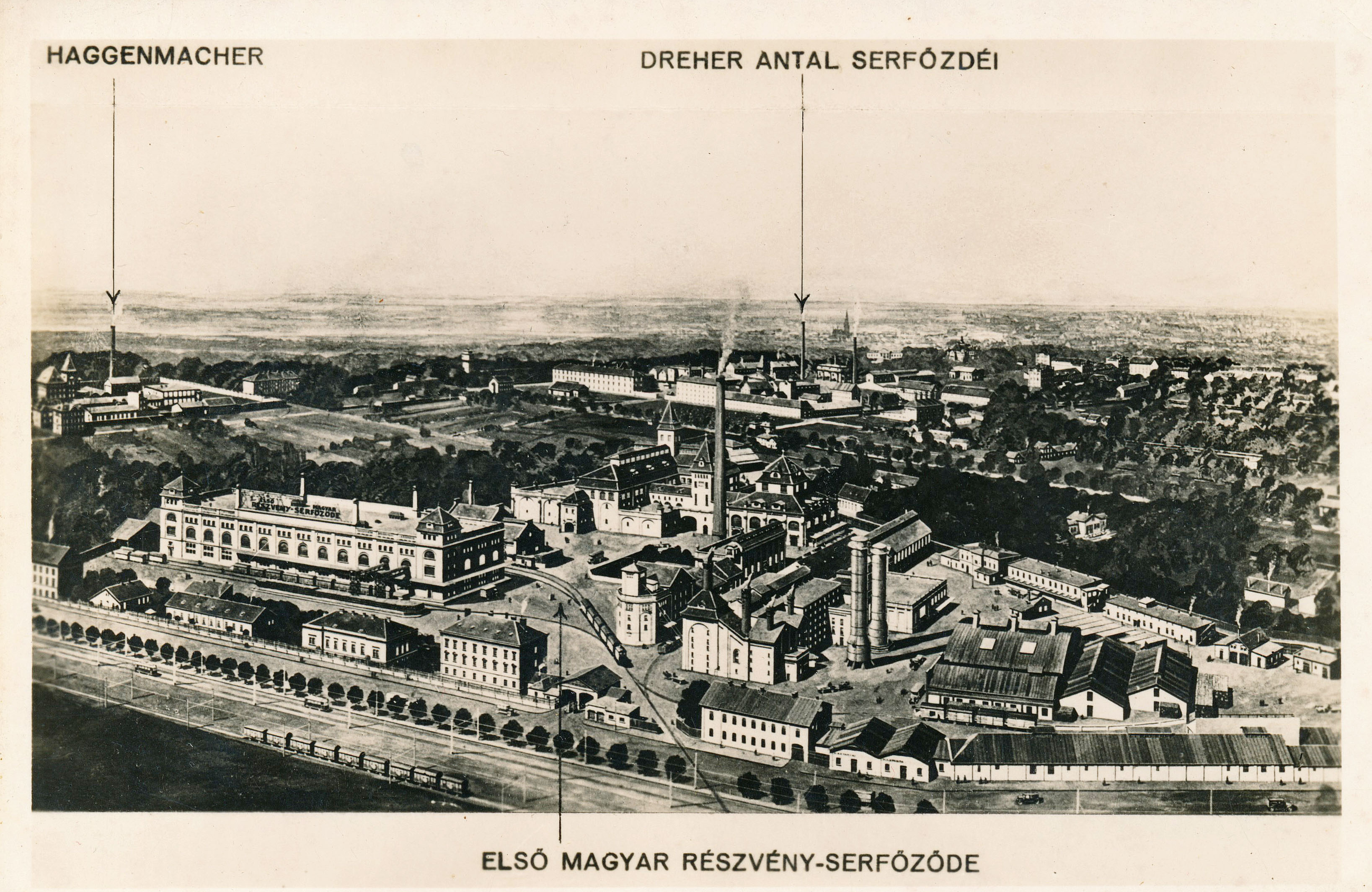
Pivovar Dreher v Budapešti

Největším pozemkovým vlastnictvím Antona Drehera byl velkostatek Brumov, který se vzhledem ke složitému historickému vývoji nacházel zčásti na Moravě a zčásti v Horních Uhrách. Tento majetek získal v roce 1894 taktéž od Ifigenie de Castries a v dalších letech je rozšiřoval dalšími nákupy (v roce 1896 koupil za 200.000 korun od hrabat Chorinských z Ledské velkostatek Haluzice s rozlohou 1.110 hektarů půdy). V moravské části patřilo k velkostatku Brumov 9.250 hektarů půdy, v Uhrách náleželo k velkostatku přes 6.000 hektarů půdy se správním centrem Ľuborča, celkově Anton Dreher na rozhraní Bílých Karpat vlastnil přibližně 16.000 hektarů půdy s převahou lesních porostů. Také v Brumově byl pivovar, který byl však pronajímán, větší význam zde měl obchod s dřevem, který Dreher dodával do okolních skláren. Anton Dreher byl mimo jiné vášnivým lovcem a na moravské i uherské straně brumovského velkostatku zřídil několik obor s chovem daňků, jelenů a muflonů. V polesí Ľuborča byl koncem 19. století postaven dřevěný lovecký zámek Antonstál (současná podoba pochází až z let 1937–1943 z doby jeho dědiců). Do portfolia brumovského velkostatku patřil též hotel postavený počátkem 20. století ve Vlárském průsmyku (architekt Dominik Fey), který byl ale převážně pronajímán.
Hlavním rodovým sídlem byl zámek Altkettenhof, který spolu s velkostatkem Schwechat koupil Dreher v roce 1872 od bývalého ministra zahraničí hraběte Johanna Rechberga. K velkostatku patřilo 2.336 hektarů půdy a čistý roční výnos činil 122.546 korun. Hrabě Rechberg si v kupní smlouvě vymínil doživotní užívání zámku Altkettenhof, kde také zemřel v roce 1899. Teprve pak se faktickým vlastníkem stal Anton Dreher, který v roce 1902 přistoupil k rozsáhlé novobarokní přestavbě zámku a vybavení luxusním nábytkem. Náklady vystouply na 800.000 korun.
Ve Vídni rodina vlastnila palác na prestižní adrese Opernring 4 v sousedství Státní opery. Tento palác byl postaven v roce 1863 ještě za Antona Drehera staršího. Další palác patřil Dreherům v Terstu. Sídlo měla rodina i v Budapešti, kde byl v ulici Kossuth Lájos utca 4 v roce 1888 postaven palác Dreher palota. Již dříve zde rodina bydlela ve Ville Havas v sousedství pivovaru Köbánya. Nedaleko od Budapešti koupil Anton Dreher v roce 1872 statek Vál se zámkem a k němu v roce 1898 přikoupil sousední velkostatek se zámkem Martonvásár. Zde se mimo jiné nacházely stáje s dostihovými koňmi, účast na dostizích byla dalším koníčkem Antona Drehera.
Centrální ředitelství dreherovských velkostatků sídlilo ve Schwechatu, až po rozpadu monarchie byla zřízena druhá kancelář v Brumově pro moravské a české statky. Po vzniku Československa byla chystaná pozemková reforma, jejímž důsledkům Anton Dreher diplomaticky předešel. Zatímco jiní majitelé velkostatků vedli s republikou desítky soudních sporů, Dreher zvolil vstřícnou cestu a nabídl státu velkostatek Hrotovice, který prostřednictvím Moravské průmyslové a agrární banky přešel na Státní pozemkový úřad za 18 miliónů korun. Tato transakce byla dojednána krátce před Dreherovou smrtí a díky tomu zůstal dědicům v podstatě nezměněný rozsah velkostatku Brumov na pomezí Moravy a Slovenska.

### Veřejné aktivity
Angažoval se také ve veřejném životě, v letech 1884–1890 a 1902–1908 byl poslancem dolnorakouského zemského sněmu. V roce 1902 byl jmenován doživotním členem rakouské Panské sněmovny. V letech 1900–1902 prezidentem Svazu rakouských průmyslníků, kromě toho se angažoval ve vedení několika finančních institucí a například v letech 1907–1920 byl ředitelem spořitelny ve Schwechatu. Za prezentaci svých produktů na Světové výstavě ve Vídni byl v roce 1873 vyznamenán komturským křížem Řádu Františka Josefa. Po Zlaté medaili z vídeňské Světové výstavy obdržel stejná ocenění i na dalších výstavách v Paříži (1878) a Melbourne (1882). V roce 1903 získal Řád železné koruny III. třídy a nakonec v roce 1909 velkokříž Řádu Františka Josefa.
Anton Dreher junior zemřel na zámku Altkettenhof 6. srpna 1921 ve věku 72 let a byl pohřben v rodinném mauzoleu na hřbitově ve Schwechatu.

## Rodina
Jeho manželkou byla Katharina (Käthi) Meichlová (1850–1937), dcera Theodora Karla Meichla (1820–1869), majitele pivovaru ve Schwechatu. Z manželství pocházeli tři synové. Nejstarší Anton Eugen (1871–1925) převzal v roce 1921 po otci řízení stěžejní části majetku v Rakousku. Druhorozený Eugen (1872–1949) založil pod otcovým vedením vlastní pivovar v Maďarsku nezávislý na mateřské společnosti. Nejmladší Theodor (1874–1914) zahynul tragicky při autonehodě cestou z Vídně do Terstu. Syn Antona Eugena Anton padl za první světové války v roce 1917 a Eugen byl bezdětný. Anton Dreher mladší proto ve své závěti určil jako univerzálního dědice Theodorova syna Oskara (1913–1926), který však zemřel ve dvanácti letech. Série předčasných úmrtí několika mužských potomků a nezájem dalších dědiců o provozování pivovarů vedl k prodeji celého impéria koncem dvacátých let 20. století bankovnímu konsorciu pod vedením rodiny Schoellerů.

## Galerie

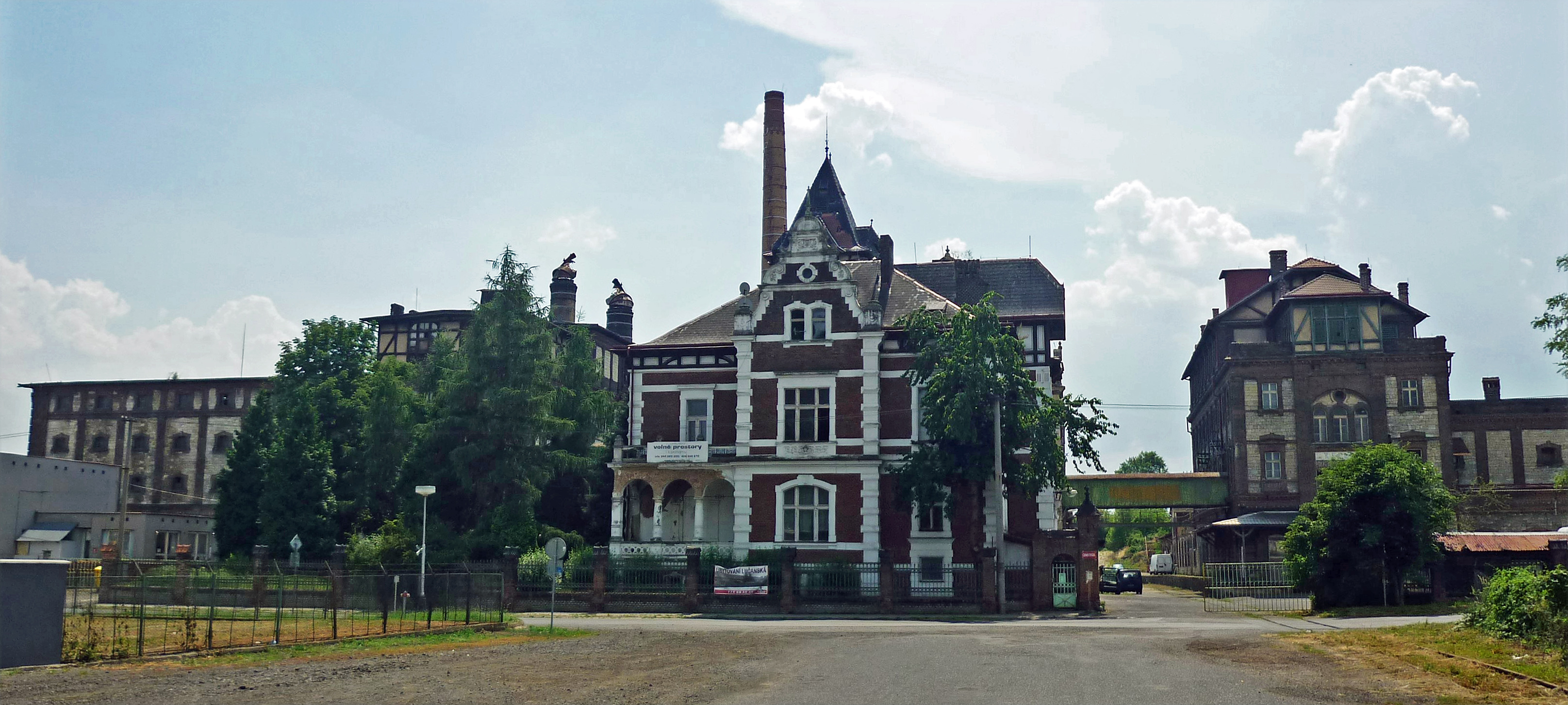
Dreherův pivovar (Žatec)
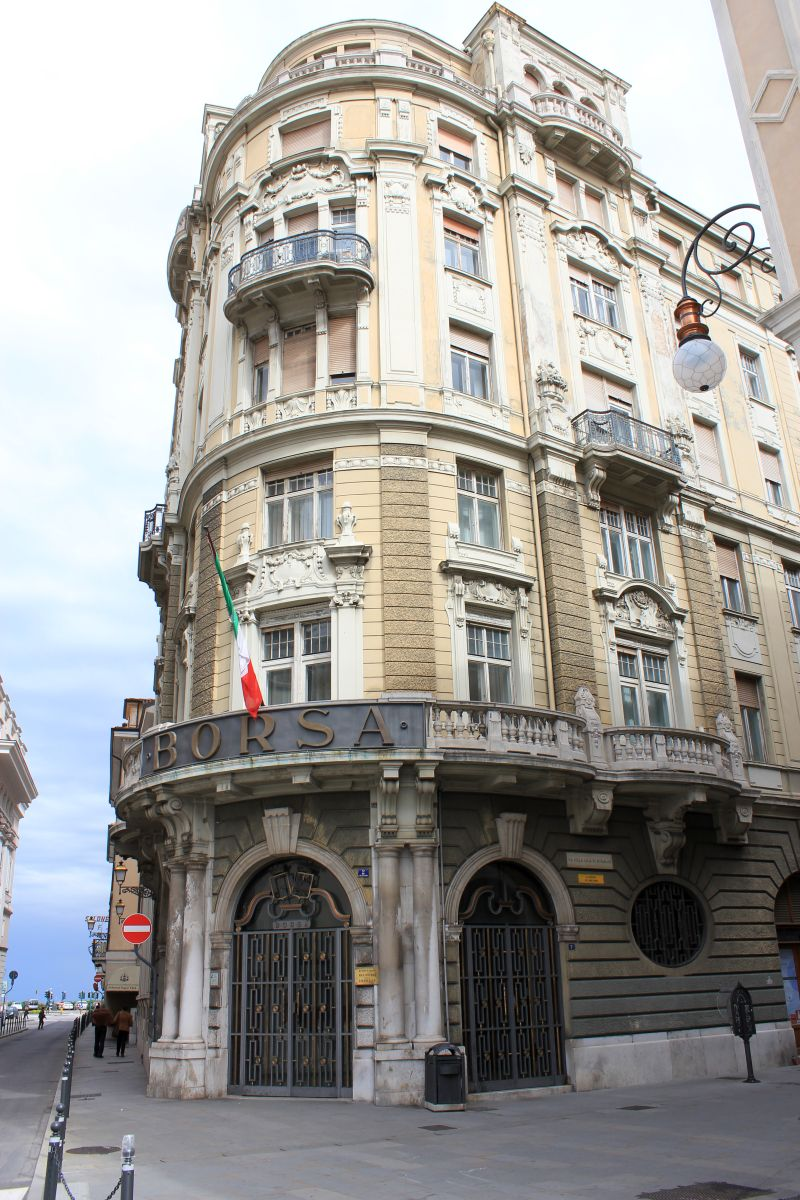
Palazzo Dreher (Terst)
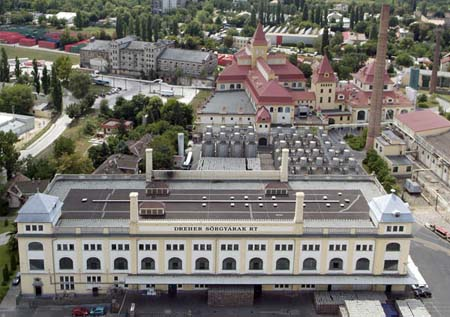
Pivovar Dreher v Budapešti
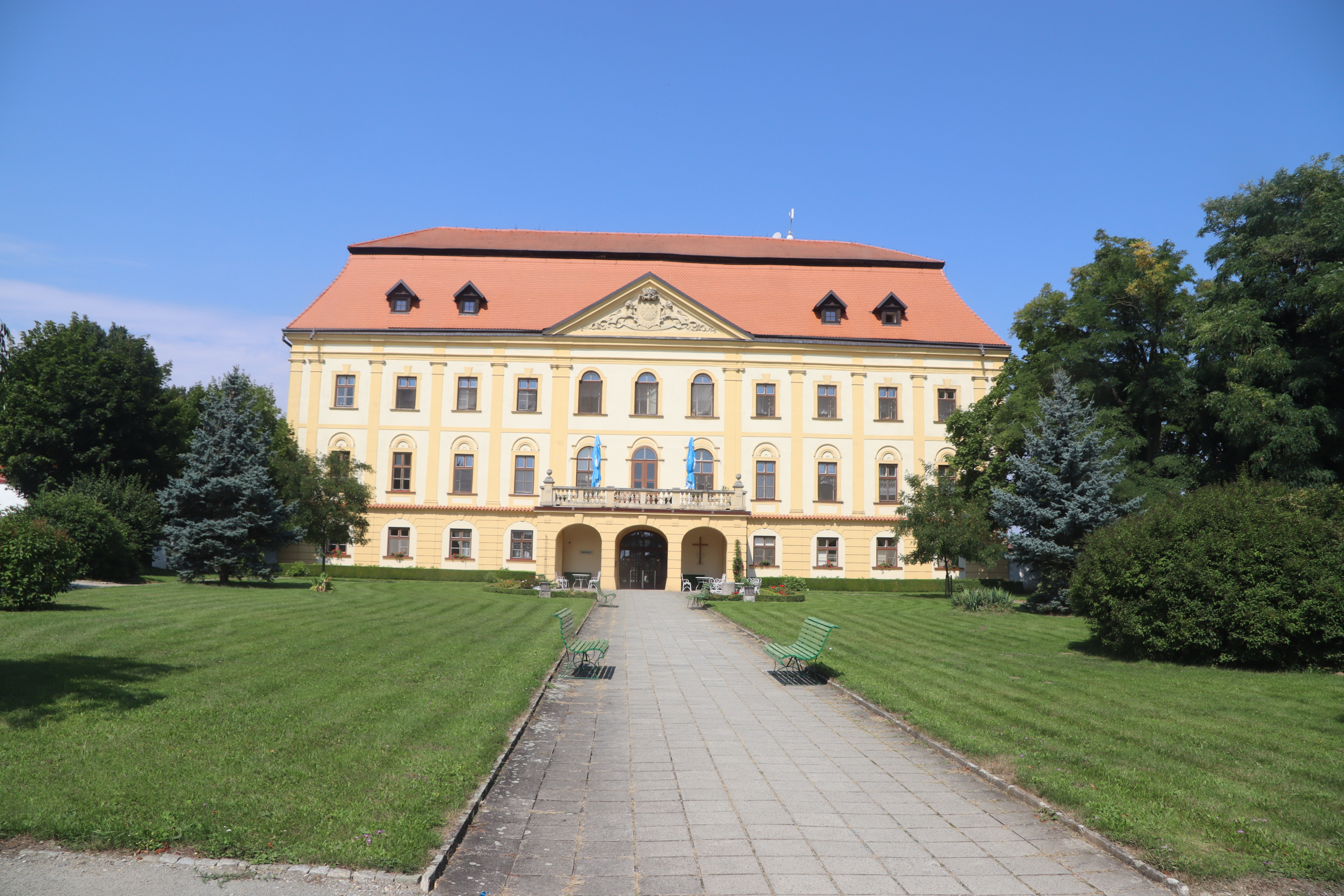
Zámek Myslibořice
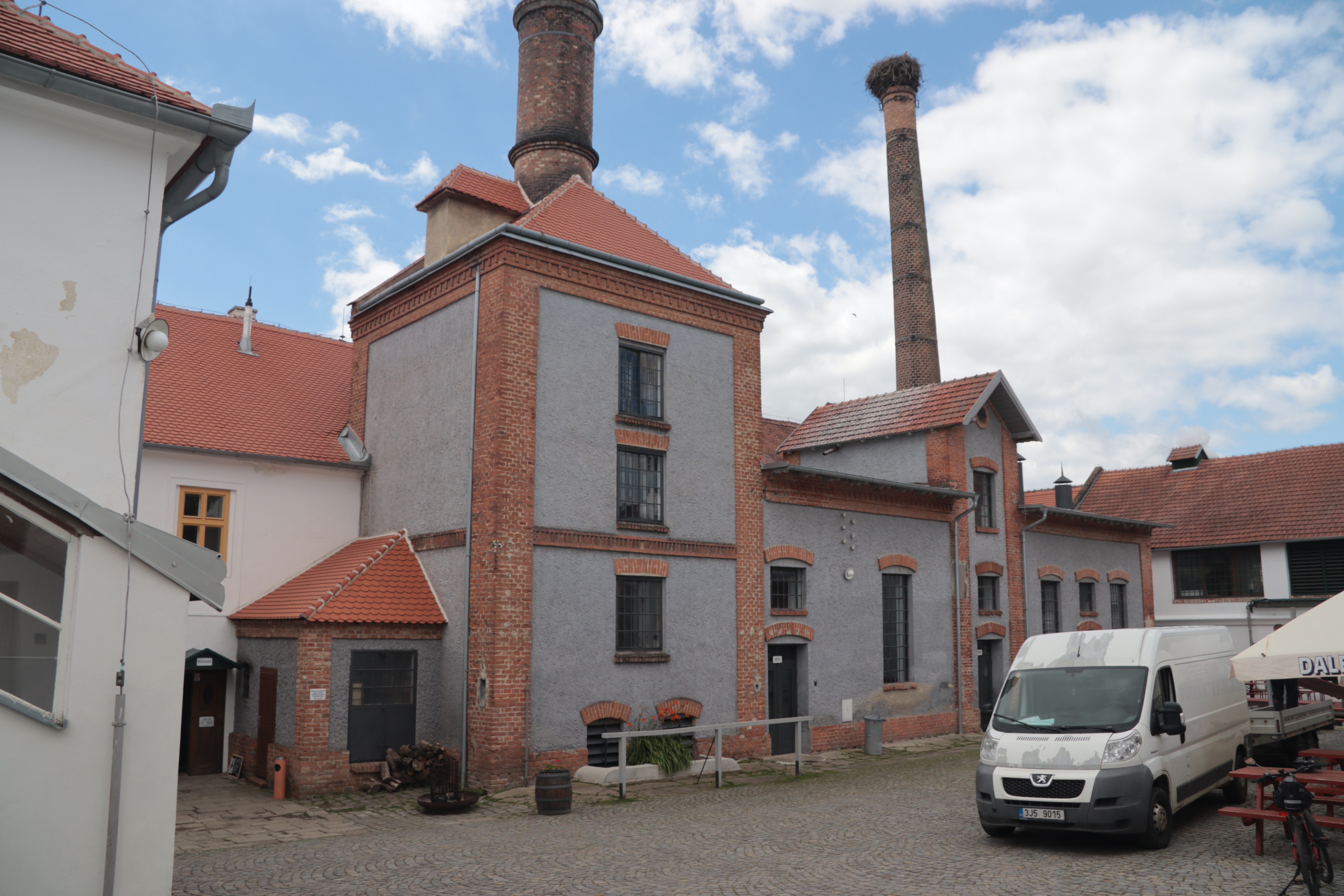
Pivovar Dalešice
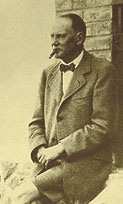
Eugen (Jenö) Dreher, Antonův druhorozený syn
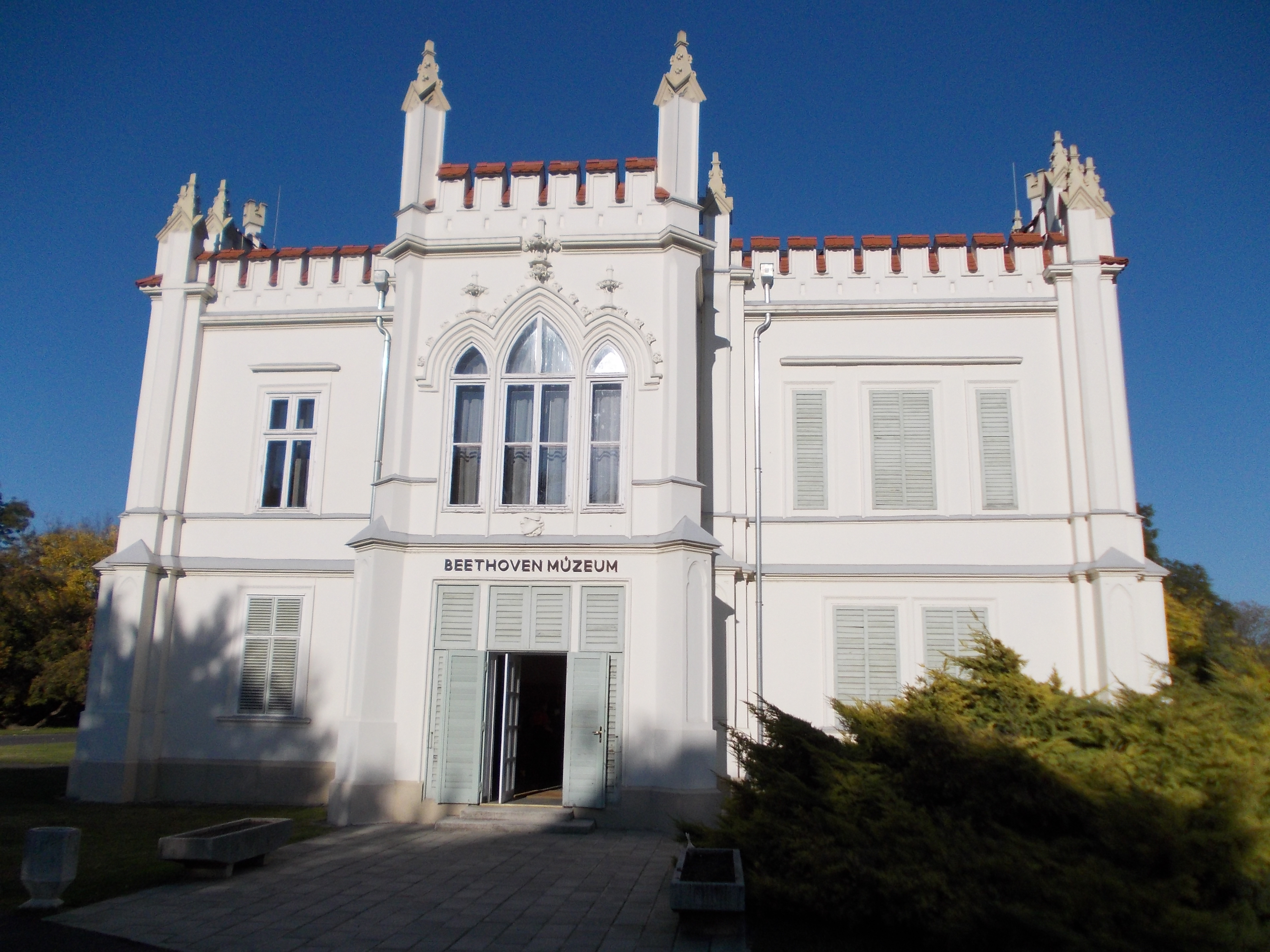
Zámek Martonvásár
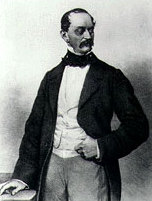
Anton Dreher junior
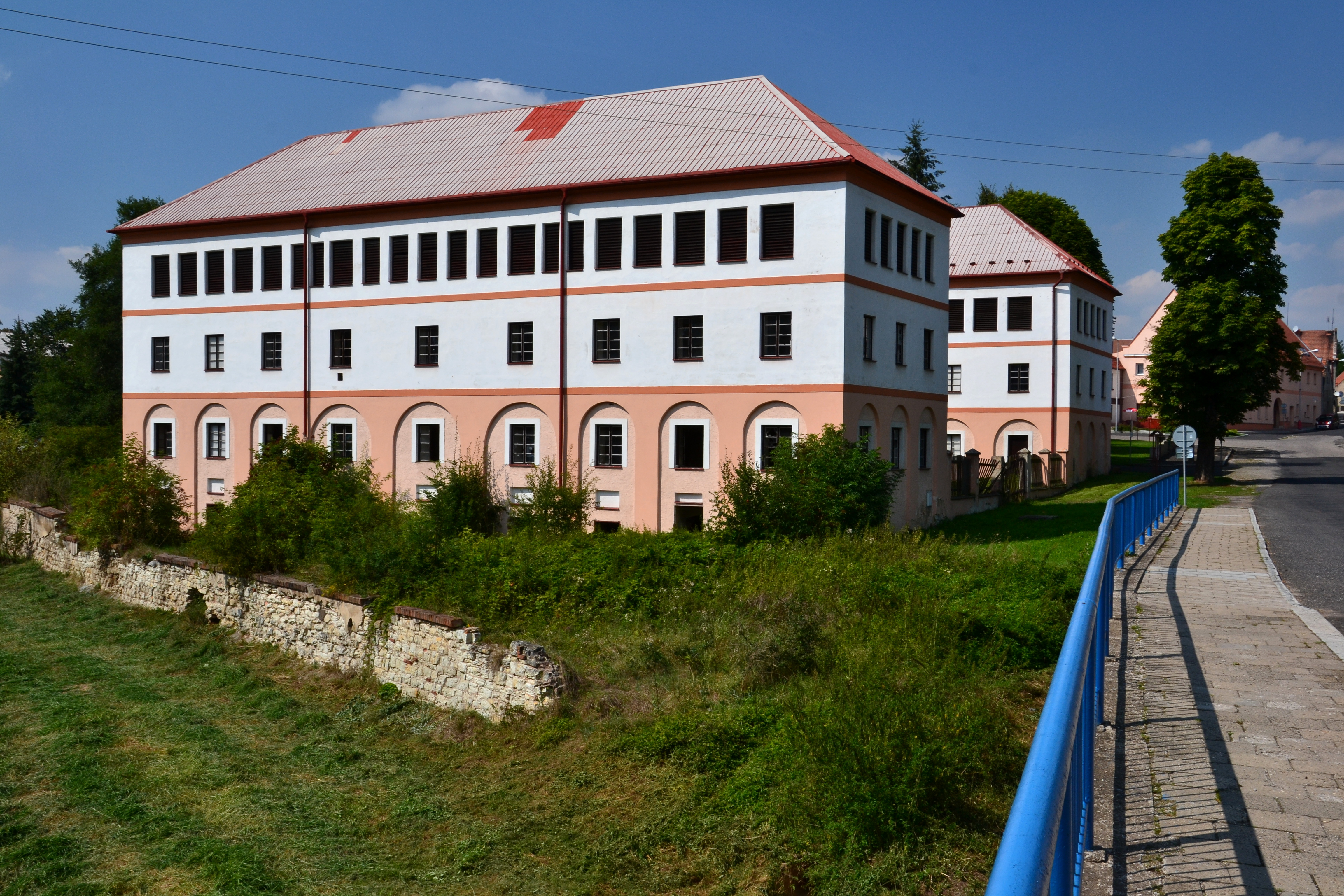
Pivovar Měcholupy
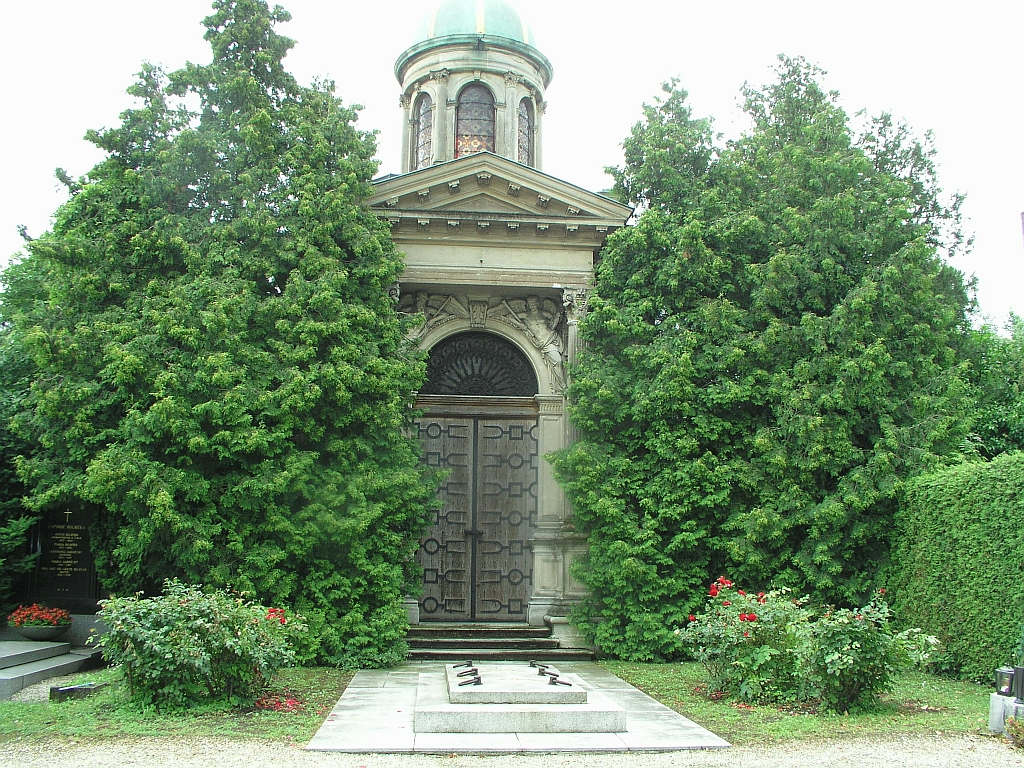
Mauzoleum Dreherů ve Schwechatu